# Kiss with a Fist
Kiss with a Fist – pierwszy singel brytyjskiej grupy indie pop Florence and the Machine z jej debiutanckiego albumu studyjnego Lungs. W Wielkiej Brytanii nakładem wytwórni Moshi Moshi został wydany 9 czerwca 2008 roku, natomiast w Stanach Zjednoczonych przez wytwórnię IAMSOUND 6 października. Utwór znalazł się na ścieżce dźwiękowej filmu Zabójcze ciało, a także Wild Child. Zbuntowana księżniczka. Oprócz tego można go było usłyszeć w wielu serialach jak choćby Community, Cougar Town: Miasto kocic, Ocalić Grace czy Wszystkie wcielenia Tary. Na wydaniu winylowym „Kiss with a Fist” na stronie B pojawił się cover Hospital Beds grupy Cold War Kids. Utwór reklamował również telewizję muzyczną Channel 4.